# Tabor (Steyr)
Der Steyrer Tabor (Alter Tabor und Tabor Resthof) gehört zu der Katastralgemeinde Steyr und liegt auf einer Anhöhe nördlich der Altstadt (Innere Stadt). Hier befinden sich unter anderem der Taborfriedhof, der Taborturm und das städtische Krematorium am Urnenfriedhof. Der Stadtteil bildet überdies die eigene Pfarre Tabor-Hl. Familie. Der Alte Tabor und der nordöstlich gelegene Tabor Resthof grenzen an die Stadtteile Steyrdorf, Stein, Schlüsselhof Ort, Steyr-Gleink und Winkling/Hausleiten.
Ab 1960 wohnte die österreichische Schriftstellerin Marlen Haushofer am Taborweg 19 (zuvor in der Altstadt, Pfarrgasse 9). In der Rooseveltstraße / Kaserngasse befand sich bis 2001 eine Garnison des Österreichischen Bundesheeres.

## Bauwerke und öffentliche Einrichtungen
- Taborfriedhof
- Taborturm, Taborweg 7
- Krematorium und Städtischer Urnenfriedhof
- Stadthalle Tabor, Kaserngasse 6
- Alten- und Pflegeheim Tabor, Gottfried-Koller-Straße 2
- Ärztehaus Tabor[4]
- Pfarrkirche Steyr – Heilige Familie